# Metaschwagerina
Metaschwagerina es un género de foraminífero bentónico considerado un sinónimo posterior de Neoschwagerina de la subfamilia Neoschwagerininae, de la familia Neoschwagerinidae, de la superfamilia Fusulinoidea, del suborden Fusulinina y del orden Fusulinida. Su especie tipo era Metaschwagerina ovalis. Su rango cronoestratigráfico abarcaba desde el Kubergandiense hasta el Murgabiense (Pérmico medio).

## Discusión
Clasificaciones más recientes incluirían Metaschwagerina en la superfamilia Neoschwagerinoidea, y en la subclase Fusulinana de la clase Fusulinata.

## Clasificación
Metaschwagerina incluía a la siguiente especie:
- Metaschwagerina ovalis †